# Pica (naipe)
La pica o espada (♠) es uno de los cuatro palos encontrados en el juego de naipes de la baraja francesa. El patrón de la baraja internacional utiliza el sistema de naipes franceses. En la cartomancia, típicamente se asocia con la muerte.
En el bridge, este se califica como el primero de los cuatro naipes. En algunos juegos de cartas de origen alemán como el Skat o el Sheepshead, la calificación de naipes es la siguiente: 
1. Trébol
2. Pica
3. Corazón
4. Diamante

El símbolo fue el primero utilizado en el juego de cartas francés, fabricado en Rouen y Lyon en el siglo XV, alrededor del tiempo que el juego de cartas fue creado-producido por el uso de la xilografía. Según la interpretación del francés Antoine Court de Gébelin, cada palo de la baraja representa una clase social y la pica representa a la nobleza. Equivale a las espadas de la baraja española.
En los países alemanes, la pica es asociada con la punta de una pala. En Alemania y Países Bajos este naipe también es, alternadamente, llamado Schüppen y schoppen (pala).
En Latinoamérica, por confusión, es más común el nombre "espada" en lugar de "pica", que se usa exclusivamente en España.

## Analogías en otros naipes
- Naipes alemanes: hojas (alemán: Laub, Blatt, Gras, Grün)
- Naipes alemanes de Suiza: escudos (alemán: Schilten)
- Naipes españoles: espadas (italiano: Spade)
- Naipes tarot: Las cartas tarot pueden tener naipes españoles o franceses.

## Traducción en otros idiomas
- Alemán: Pik - picas, lanzas (en Suiza Schaufel - pala)
- Armenio: Maçet/Macet - gatos
- Bengalí: Tekka - Tekka
- Checo: Piky
- Chino: 黑桃 - Durazno negro
- Danés: Spare es
- Euskera: Pika
- Francés: Pique - picas, lanzas
- Griego: Μπαστούνια (Bastounia) - bastones
- Hebreo: עלה ("A'le") - hoja
- Húngaro: pikk
- Indonesio: Sekop - pala
- Italiano: Picche - picas, lanzas
- Lituano: Vynai - vinos
- Macedonio: Лист (List) - hoja
- Navajo: Asbáala - Transcripción del español espadas
- Neerlandés: Schoppen - pala
- Noruego: Spar - espada
- Polaco: Pik - Transcripción del francés
- Portugués: Espadas
- Rumano: Inima neagra - Corazón negro
- Ruso: Пики (Piki) - Transcripción del francés
- Inglés: Spades (Palas de excavar) - espadas
- Turco: Maça - picas, lanzas
- Vietnamita: Bích

## Códigos de símbolo
Unicode — U+2660 y U+2664:
♠ ♤
HTML — &#9824; (&spades;) y &#9828;:
♠ ♤